# Tomás José de Sousa Soares de Andrea (1824)
Tomás José de Sousa Soares de Andrea (Lisboa, Encarnação, 1824 - ?) foi um militar português.

## Biografia
Filho de Tomás José de Sousa Soares de Andrea, irmão do Barão de Caçapava no Brasil, e de sua mulher Maria Hedviges da Graça Torres.
Oficial da Marinha, assentou Praça de Aspirante em Outubro de 1839 e, passando por todos os postos da sua carreira, foi promovido a Capitão-de-Mar-e-Guerra em Outubro de 1879.
Como Capitão-de-Fragata comandou, em 1876, o couraçado Vasco da Gama, e serviu em quase todas as unidades de guerra portuguesas de então. Tomou parte em muitas comissões do Ministério da Marinha como Presidente e como Vogal.
Num artigo inserto no "Ocidente", de 11 de Janeiro de 1884, conta J. C. Adrião que Tomás José de Sousa Soares de Andrea esteve certa noite em risco de naufragar no Golfo de Yedo, nos Mares do Japão, indo a bordo da corveta D. João I, salvando-se devido à sua extraordinária perícia de homem de mar, o que evitou que o barco se estilhaçasse contra uma rocha.
Casou com Maria Luísa Virgínia de Sequeira e Oliveira (Ponta Delgada, São Sebastião - ?) e foi pai de Eugénio de Oliveira Soares de Andrea e Álvaro de Oliveira Soares de Andrea.
O seu filho Álvaro de Oliveira Soares de Andrea, na dedicatória do seu livro O Systema decimal mundial e o Relogio decimal, Typografia e Papelaria Corrêa & Raposo, Lisboa, 1909, diz ter sido Contra-Almirante, a quem devia a sua orientação Liberal.